# Parkeston (Essex)
 (avril 2023).
Parkeston est un village de l'Essex, en Angleterre, situé dans le  district non métropolitain de Tendring.